# 左西替利嗪
左西替利嗪，又稱：Xyzal、驅異樂。是第二代抗組織胺藥，衍生自第二代抗組織胺藥鹽酸西替利嗪，為鹽酸西替利嗪外消旋混合物的左對映異構體。

## 醫療用途
鹽酸左西替利嗪用於過敏症狀，包括流淚、流鼻涕、打噴嚏，蕁麻疹及瘙癢。

## 副作用
常見的副作用有頭痛、嗜睡、口乾、疲勞，發生機率等於或高於1%。
- 長期吃抑制時效明顯變短，效力變差。
- 此外全身或背部可能會出現針刺痛癢的短暫感覺。

（可能是對於膽鹼能性蕁麻疹抑制稍弱，相比艾來ALLEGRA TABLETS來說）

## 相關製劑
其與盐酸形成二盐酸盐——盐酸左西替利嗪（Levocetirizine Dihydrochloride）为常见的市售药物形式。

## 外部連結
- Full US prescribing information Xyzal® (levocetirizine dihydrochloride) tablets and oral solution (provided by UCB, December 2010, pdf file)（页面存档备份，存于）